# Transfusion sanguine
 (octobre 2024).
Si vous disposez d'ouvrages ou d'articles de référence ou si vous connaissez des sites web de qualité traitant du thème abordé ici, merci de compléter l'article en donnant les références utiles à sa vérifiabilité et en les liant à la section « Notes et références ».

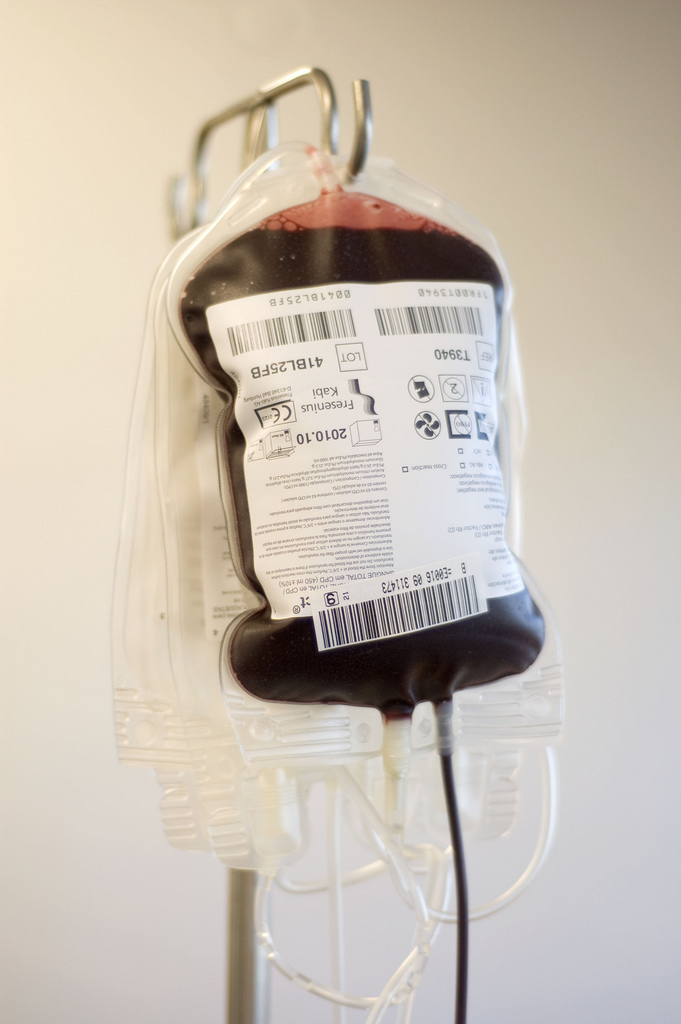
Poche de sang pour transfusion

Une transfusion sanguine est une opération consistant à injecter, par perfusion intraveineuse, du sang ou des dérivés sanguins.

## Histoire
La transfusion sanguine est très ancienne : l'histoire des anciens Égyptiens et le Traité d’anatomie d'Hérophile en font mention. Dans la plupart de ces tentatives, le sang employé était d’origine animale.
En 1492 : le pape Innocent VIII aurait subi le premier traitement de cellules vivantes[réf. nécessaire]. Persuadé par un médecin que le seul traitement était une transfusion, il se serait fait injecter successivement le sang de trois garçons de dix ans qui en moururent. Le traitement lui aurait apporté la mort. Cependant, selon le médecin et essayiste Gérard Tobelem, « aucun récit historique fiable ne permet d'authentifier » l'événement (Histoires du sang, Plon, 2013).
En 1616 : William Harvey, un médecin anglais commence à parler dans ses cours de la circulation du sang. En 1628, il fait publier sa découverte. Cela prouve que le sang sert à transporter quelque chose mais à l’époque on ne sait pas encore quoi. Il s'agit là des connaissances de l'Occident. En fait la petite circulation sanguine (pulmonaire) avait déjà été décrite par Ibn al Nafis (1223-1288) médecin de l'école de Damas, dont les travaux ont été redécouverts en Allemagne en 1927.

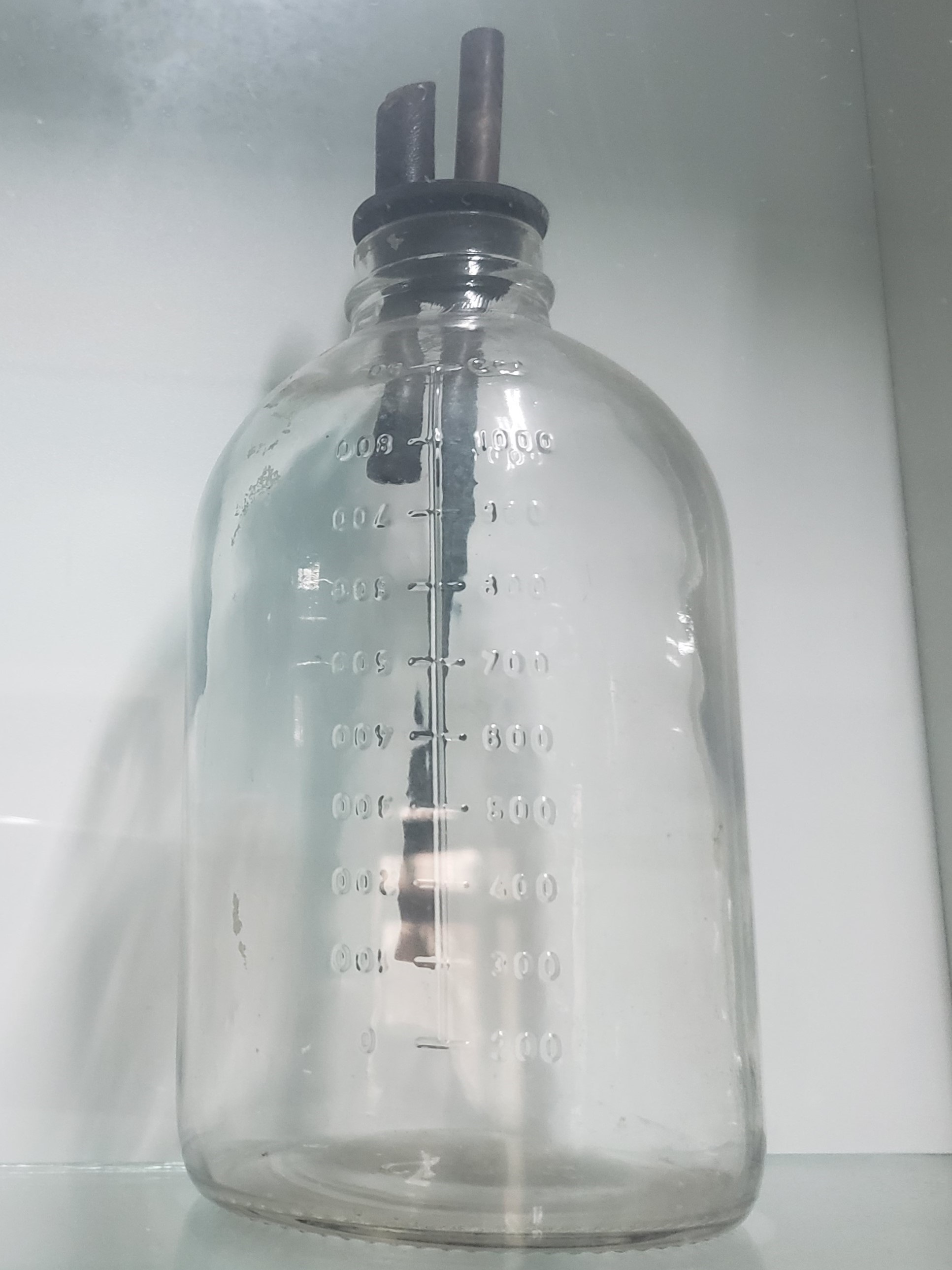
Verre utilisé dans l'ancienne méthode de transfusion sanguine.

En 1667 : Le 15 juin 1667, Jean-Baptiste Denis, un médecin français très réputé à l’époque, médecin personnel de Louis XIV, est le premier à faire injecter, de manière bien documentée, le sang d’un animal à un homme. Il injecte le sang d’un jeune agneau à un garçon d'une quinzaine d'années atteint d'une fièvre qui avait résisté à une vingtaine de saignées. Dans l'idée qu'il pouvait avoir été affaibli par ce traitement, il lui injecta neuf onces (environ 300 grammes) de sang artériel d'agneau. Le patient, suivant le récit, guérit aussitôt de façon définitive.
En 1668 : Antoine Mauroy, un malade qui présentait des accès de folie furieuse répétés, est transfusé par Jean Baptiste Denis avec du sang de veau à deux reprises. Il présente à la suite des symptômes aujourd'hui interprétables comme résultant d'une allergie : malaise, hématurie. Il meurt à la suite d'une tentative de troisième transfusion. Sa veuve porte plainte. Denis, qui déclare n'avoir pas pu faire la troisième transfusion faute de trouver de veine, est mis hors de cause. Mais le tribunal du Châtelet décide que les transfusions ne pourront se faire qu'après autorisation par les médecins de la faculté de Paris. En 1675, le Parlement de Paris aggrave l'interdiction en limitant la transfusion à l'expérimentation animale et en interdisant la transfusion chez l'homme sous peine de punition corporelle.
En 1788 : on peut à cette date démontrer qu’un chien affaibli par une perte de sang a uniquement besoin d’une injection de sang pour être réanimé. Donc la même chose est envisageable pour les hommes. On sait aussi alors que le sang sert à transporter de l’oxygène indispensable à la vie.
En 1818 : pendant cette année, les premières transfusions de sang d’humain à humain ont lieu. Le sang des animaux n’est plus utilisé car trop de patients sont morts. On espère plus de résultats avec le sang humain mais les médecins à cette époque ignorent l'existence des groupes sanguins - système ABO et groupe rhésus. Donc peu de chances de réussite mais beaucoup plus qu’avec du sang d’animal. Les premières bénéficiaires sont des femmes après leur accouchement, affaiblies par les pertes de sang, comme le fit l'obstétricien britannique James Blundell qui transfusa un décilitre de son sang à sa femme.
En 1820 : la transfusion avec du sang animal refait une petite apparition parce que de nombreux problèmes surviennent comme la coagulation du sang humain (beaucoup plus rapide que celle du sang animal) mais aussi de nombreuses maladies et épidémies se propagent par le sang humain.
En 1900 : l’Autrichien, Karl Landsteiner découvre la notion de différents groupes sanguins (A-B-O (le groupe AB a été découvert en 1901), en comparant le sang de différents sujets. Il constate que le sang agglutine ou non avec les globules rouges des autres patients. Désormais la plupart des transfusions réussissent. Il obtient le prix Nobel de médecine en 1930.
Le 27 mars 1914 : Première transfusion sanguine réussie par poche, réalisée par le Belge Albert Hustin sur un patient anémié par des hémorragies coliques de longue durée.
En 1916 : première réussite par Albert Hustin sur la conservation du sang humain : en ajoutant du citrate de soude, il ne coagule presque plus. Par ailleurs, Rous et Turner, ont l'idée d'ajouter un sucre, le dextrose, pour augmenter la durée de conservation du sang. Mais cette méthode ne pourra être appliquée qu'à partir de 1943, avec Loulit qui montre qu'il faut ajouter un peu d'acide citrique pour éviter l'inconvénient de la caramélisation du sucre lors de la stérilisation des flacons. La conservation du sang peut ainsi atteindre trente à quarante jours, alors qu'elle n'était que de quatre jours en 1915.
En 1917, Emmanuel Hédon ranime des animaux saignés à blanc, en leur transfusant leur propre sang rendu incoagulable par l'addition de citrate. Les 13 et 15 mai de cette même année, le médecin major Émile Jeanbrau utilise cette méthode avec succès pour les trois premières transfusions de « sang conservé ». Il met au point une méthode de prélèvement permettant la diffusion de ce geste.
En 1918 et pendant toute la Première Guerre mondiale de nombreux progrès ont été faits en médecine et en particulier sur le sang. C’est pendant ces années que les premières « vraies » transfusions ont lieu à grande échelle (transfusions en tenant compte des groupes sanguins) et en particulier à l'Ambulance de l'Océan à La Panne (Belgique).
Le 23 décembre 1936, dans Madrid assiégée par les franquistes, Norman Bethune réussit la première transfusion sanguine sans que le donneur soit présent au côté du receveur. Norman Bethune, médecin communiste, est venu de l’hôpital du Sacré-Cœur de Montréal pour s'enrôler dans les Brigades internationales. Il a l'appui du tchèque Bedrich Kisch, responsable des unités médicales des Brigades internationales.

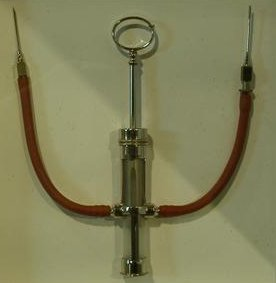
Dispositif de transfusion d'homme à homme utilisé durant la Seconde Guerre mondiale.

En 1940 : Karl Landsteiner et son compatriote Wiener découvrent ensemble le facteur rhésus du nom du singe de race macaque ayant servi à l’expérience. Les transfusions deviennent de plus en plus sûres pour les receveurs.
C'est Charles Richard Drew qui conceptualisa et organisa la première banque du sang, qui permit d'apporter du sang aux Britanniques durant la Seconde Guerre mondiale, entre 1940 et 1941.
En 1942, aux États-Unis, la Croix-Rouge abandonne la distinction entre sang « noir » et sang « blanc », qui fondait l’interdiction de la transfusion entre personnes de groupes raciaux différents.
De 1985 à 1990 (affaire du sang contaminé) : 4 400 personnes sont contaminées par le virus du sida après administration de produits sanguins. (Voir ci-dessous : les risques ; risques infectieux.)
En 1995, création de l'AFS (Agence Française du Sang), regroupant l'ensemble des divers établissements de transfusion, Postes, centres National, Départementaux, Régionaux, de Fractionnement, au nombre de près de 160 à l'époque, sous son autorité.
En 1998 (avril) : filtration systématique des prélèvements de sang (sang total, plasmas, plaquettes) afin d'éliminer les globules blancs (déleucocytation).
En 2000 (janvier) : création de l’Établissement français du sang, opérateur unique de la transfusion sanguine en France. Les employés ne sont pas bénévoles, ils sont salariés de l'Établissement.
En 2001 (juillet) : un dépistage systématique très sensible (dit génomique) du virus du SIDA et de l’hépatite C est fait sur chaque don. Cette recherche directe du virus par biologie moléculaire permet de dépister une éventuelle contamination du donneur avant sa séroconversion (apparition des anticorps).

## Produits sanguins labiles
Produits issus de dons de sang et utilisés directement ou après un traitement effectué au niveau des plateaux techniques des EFS. Par opposition aux MDS (Médicaments dérivés du Sang) traités industriellement à partir du plasma des nombreux donneurs - Immunoglobulines, Fractions coagulantes, Fibrogamine, C1 estérase, etc.

### Transfusion de sang totale
N'existe plus en pratique.
Pour une exsanguino-transfusion, par exemple, on utilise simultanément d'une part un CGR (concentré érythrocytaire), et un PFC-VA (Plasma Frais Congelé viro-atténué) d'autre part. On peut également reconstituer une unité thérapeutique prête à l'usage en préparant un mélange du CGR dont on a retiré une partie du liquide de conservation (SAG Man = saline adénine glucose mannitol) et d'une partie du PFC, de telle sorte que l'hématocrite atteigne 50 à 55 % -hématocrite normale d'un nouveau-né. Mais cette dernière technique, plus simple pour l'utilisateur, nécessite un délai de préparation au niveau du plateau technique de préparation des PSL (Produits Sanguins Labiles) et de temps de transport. La durée de conservation du produit est également limitée, du fait même de la technique utilisée pour cette préparation -circuit ouvert ou clos, voir nomenclature officielle des PSL.

### Transfusions homologues
Le sang provient d’un donneur humain, jamais transfusé lui-même (pour limiter le risque de transmission d'agents pathogènes, virus ou prions, et, accessoirement d'immunisations anti HLA responsables de TRALI), autre que le patient lui-même à la condition que les groupes sanguins soient compatibles entre donneur et receveur.

#### Transfusion de concentrés érythrocytaires (Concentrés de Globules Rouges - CGR)
Le sang total donné va subir une déleucocytation puis une centrifugation qui va permettre de séparer les cellules sanguines du plasma, les globules rouges étant majoritaires et représentant de 40 à 45 % du volume, on appelle le sédiment « CGR » — concentré de globules rouges. Il se conserve pendant 42 jours à 4 ± 2 °C en lui ayant ajouté 100 ml d'une solution conservatrice « SAG Man » — saline, adénine, glucose, mannitol. La transfusion de CGR est depuis plus de trente ans utilisée à la place de la transfusion du sang total car elle évite le risque de surcharge en augmentant uniquement l'hématocrite dans le cadre des anémies sévères mal tolérées, et permet de disposer du plasma pour la préparation des médicaments dérivés du sang par le LFB. On distingue le CGR standard, le CGR phénotypé, le CGR CMV négatif, le CGR déleucocyté (ils le sont tous, le CGR non déleucocyté n'ayant en pratique plus d'indication), le CGR irradié et le CGR congelé, de phénotype rare, conservé à la Banque Nationale des Sangs de Phénotype Rare et de durée de conservation très longue.

#### Perfusion de concentrés plaquettaires
Ne sert que pour la lutte contre les troubles hémorragiques (les situations de transfusion massive inclus) , surtout en cas d’insuffisance médullaire, plus rarement en cas de trombopathies constitutionnelles ou induites (Clopidogrel).

#### Plasma sanguin
Sa conservation nécessite la congélation (préservation des protéines thermolabiles) à −25 °C. La durée de conservation des plasmas humains congelés est d'un an. En France, tous les plasmas issus de sang total sont cédés au LFB (Laboratoire Français Fractionnement et des Biotechnologies) aux Ulis en région parisienne. Le LFB a pour rôle d'extraire et de purifier les molécules nécessaires à certains malades comme les immunoglobulines ou les facteurs anti-hémophiliques, par exemple. Seuls les plasmas obtenus par aphérèse (prélèvement uniquement du plasma chez un donneur homme — le plasma des femmes pouvant contenir, à la suite de grossesses, des anticorps anti-HLA susceptibles d'entraîner un TRALI) sont transfusés comme plasmas thérapeutiques. Il existait, fin 2008, en France, trois types de plasmas frais congelés (PFC) thérapeutiques viro-atténués. Le PVA SD traité par solvant-détergent, le PVA BM traité par le bleu de méthylène, et le PVA traité par amotosalen. Jusqu'en septembre 2008, le PVA SD et le plasma sécurisé par quarantaine étaient utilisés. Le don de plasma sécurisé était isolé au minimum 120 jours, dans l'attente du retour du donneur où à ce moment, il était vérifié que tous les marqueurs légaux (HIV, syphilis, hépatite…) étaient toujours négatifs. Depuis mars 2012 le PVA-BM n'est plus utilisé, à la suite d'effets indésirables chez les receveurs, et le plasma sécurisé par quarantaine est à nouveau utilisé. Le plasma S.D. étant maintenant considéré comme un médicament, du fait de sa préparation industrielle, ne sera plus délivré par les ETS à dater du 31 janvier 2015. Les ETS continueront à délivrer les plasmas sécurisés par quarantaine, et les PFC IA (viro-atténués par amotosalen).
Il existe une autre préparation thérapeutique, c'est le plasma cryodesséché produit par le Centre de transfusion sanguine des armées, en France, et utilisable lors d'opérations extérieures, ou en cas de catastrophe naturelle, lorsque la chaîne du froid ne peut être assurée. Ce plasma répond bien sûr aux mêmes normes de sécurité que les autres PFC thérapeutiques -sélection et prélèvement des donneurs, tests de dépistage, inactivation virale, avant lyophilisation.

### Transfusion autologue

#### Transfusion autologue différée (TAD) ouautotransfusion
En prévision d’une intervention particulièrement hémorragique, il est possible de prélever plusieurs unités de sang dans les cinq semaines qui précèdent, de les conserver et de les injecter au cours de l’acte opératoire. Le risque de contamination virale est nul, il n’y a pas de risque immunologique, mais le risque bactérien est le même, voire supérieur selon l'âge et la pathologie du patient, que pour une transfusion homologue. Cette technique est en nette diminution. Un protocole de TAD peut encore se justifier chez la jeune fille ayant un groupe peu fréquent (KEL:1,-2) devant avoir une intervention orthopédique (rachis en particulier) mais reste incontournable pour les patients ayant un groupe sanguin rarissime, antigène public négatif (Groupe Bombay, MNS:-5, Vel-, RH:32,-46…).

#### Transfusion de sang récupéré à partir du saignement opératoire
Les hématies récupérées sont aspirées, centrifugées, lavées et réinjectées. Cette méthode demande une préparation et des matériels spéciaux (cell saver) et ne peut s’adresser qu’à une chirurgie particulièrement aseptique (vasculaire ou osseuse) et en dehors de toute affection cancéreuse ou infectieuse.

## Utilisations
Le sang complet n'est plus utilisé tel quel, du moins en France : du sang du donneur, on extrait certains types de composés :

### Globules rouges
La transfusion de concentrés érythrocytaires (globules rouges) remplace aujourd’hui celle de sang total. Ces concentrés érythrocytaires sont en règle générale obtenus à partir de sang total, exceptionnellement par aphérèse. Ces concentrés peuvent se conserver 42 jours à une température fixée légalement entre +2 °C et +6 °C. On transfuse des concentrés de globules rouges pour soigner des anémies liées soit à une hémorragie, soit à une insuffisance médullaire, soit à une anomalie de synthèse de l'hémoglobine ou de la membrane érythrocytaire. La transfusion n'est indiquée que si l'anémie est mal supportée cliniquement, ou présente un risque particulier, chez la femme enceinte par exemple. L'indication de la transfusion dans les autres anémies est discutable, en particulier dans les anémies hémolytiques auto-immunes, ou par carences en fer ou en vitamines.
La production, par culture cellulaire à partir de cellules souches, d'érythrocytes transfusable est en cours de développement et de test[réf. nécessaire].

### Plaquettes
On peut concentrer les plaquettes à partir du sang total de plusieurs donneurs (procédé initial et toujours utilisé). On peut aussi les prélever chez un donneur unique par aphérèse, c’est-à-dire que l’on prélève le sang du donneur sur une machine automatique qui, par centrifugation différentielle, conserve une partie des plaquettes et restitue le sang appauvri en plaquettes au donneur.
Cette technique d'aphérèse permet de prendre suffisamment de plaquettes à un seul donneur (de l'ordre de 4 x 1011, soit 400 milliards) pour traiter un patient. Les plaquettes du donneur se régénèrent assez vite car il en produit de 100 à 200 millions par minute. Le don de plaquettes sert à traiter certaines maladies qui engendrent un manque de celles-ci ; comme les leucémies et les aplasies. Les leucémies sont des cancers du sang. On utilise la chimiothérapie pour tuer les cellules cancéreuses, mais cela tue aussi des cellules non malades, dont les cellules productrices de plaquettes, d’où leur manque. L’aplasie est une maladie où la moelle osseuse, l’organe qui produit les cellules sanguines, ne fait plus son travail.
Les concentrés plaquettaires ont une durée de validité de 5 jours sous agitation constante et maintenus entre +20 °C et 24 °C afin de conserver toutes leurs activités hémostatiques.
Les plaquettes issues de dons de sang total (mélanges de concentrés de plaquettes -MCP) sont indiquées a priori en chirurgie, les plaquettes obtenues par aphérèse sont indiquées en cas d'immunisation HLA (rarement HPA), ou pour l'éviter.

### Plasma
Le plasma est le liquide assurant le transport des nutriments et des déchets. Il contient des protéines (anticorps et facteurs de coagulation). Le prélèvement de plasma est réalisé par aphérèse. Le procédé est relativement similaire au prélèvement de plaquettes, à part que l’on prélève environ 600 ml de plasma au donneur à qui l'on restitue son sang appauvri en plasma.
Une fois prélevé, le plasma peut avoir deux orientations.
- Le plasma prélevé par aphérèse chez des hommes non transfusés ou des femmes n'ayant pas eu d'enfant (à cause de l'immunisation anti-HLA), peut être conservé congelé un an à −25 °C. Il s'agit alors de PFC -plasma frais congelé-, issu d'un seul donneur.
  - Après avoir subi un traitement d'atténuation bactérienne et virale par amotosalen (psoralène), PFC-IA, ou après mise en quarantaine de sécurisation permettant un second contrôle du donneur couvrant la phase muette de séroconversion, PFC-SE, ce plasma peut être transfusé à un malade. Ce produit (soit l'un, soit l'autre) est préparé par tous les établissements de transfusion. Le plasma viro-atténué par le bleu de méthylène, PFC-BM, n'est plus utilisé en France depuis le 29 février 2012.
  - Un autre type de plasma frais congelé existe également. Il s'agit du plasma viro-atténué par procédé S.D. (solvant-détergent), PFC-SD, préparé par le Centre de transfusion de Bordeaux. Ce plama est préparé par un procédé industriel à partir de pools de 100 dons de plasma obtenus par aphérèse.
  - Tous ces plasmas ne peuvent être transfusés que dans trois indications générales de déficit de facteurs de coagulation et deux plus rares -PTT et SHU.

- Le plasma issu soit d'aphérèse, soit de la déplasmatisation du sang total (ce qui donne un plasma, un concentré érythrocytaire, et parfois un concentré standard de plaquettes) est adressé au LFB pour être fractionné en ses différents éléments : essentiellement l’albumine, les facteurs coagulants et les immunoglobulines.
  - Les anticorps sont injectés en cas de désordre immunitaire (déficit immunitaire, maladie auto-immune…), ou encore pour prévenir une infection en cas d'exposition à un risque de contamination (exemple : tétanos, hépatite B…).
  - L’albumine (une protéine) et le plasma total sont transfusés aux grands brûlés qui les perdent par la peau, et aux blessés graves.
  - Les facteurs coagulants eux, sont utilisés pour traiter certaines maladies hémorragiques : l’hémophilie par exemple.

#### Indications des transfusions de plasma
Comme les transfusions de plasma sont associées à une augmentation de plusieurs complications (infections, insuffisances respiratoires, insuffisance multiorganique) et qu'elles ne permettent pas de corriger les coagulopathies modérées (INR < 2.5), les experts recommandent de ne transfuser du plasma qu'en cas d'hémorragie cliniquement significative ET de coagulopathie avérée. Dans des cas d'hémorragie massive, les experts recommandent souvent de donner du plasma en quantité similaire aux concentrés érythrocytaires et aux plaquettes.

## Risques et complications
Le risque transfusionnel existe, et il pourrait augmenter avec le réchauffement climatique (le PNACC-2, second plan national d'adaptation au changement climatique, publié le 20 décembre 2018 en France, invite à considérer ce risque dans les procédures d'adaptation au changement climatique). Il est à ce jour[Quand ?] considéré comme inférieur au risque de n'être pas transfusé si l'indication d'une transfusion a été bien posée. Le risque viral est bien mieux appréhendé depuis les années 1990, ce qui a limité très nettement après cette date, et parfois de façon excessive selon certains, le recours aux transfusions. Depuis les années 2005, les transfusions sanguines augmentent de 3 % par an environ[réf. nécessaire], pour deux raisons : d'une part, une meilleure sécurité des produits, et une diminution de la peur de leur utilisation (liée en partie au diagnostic génomique viral, recherche des virus VIH et VHC au moyen de la biologie moléculaire) ce qui a entraîné une diminution très nette des transfusions autologues différées (TAD); d'autre part une augmentation de la durée de vie et du nombre de seniors lié au "papy boom" (à titre d'exemple les anémies réfractaires et les prothèses de hanches sont peu fréquentes chez les sujets jeunes…).
Les risques sont principalement immunologiques, infectieux, ou liés aux volumes transfusés :

### Risques immunologiques
- Incompatibilité transfusionnelle érythrocytaire : elle est a priori écartée par les tests faits sur le donneur et le receveur de façon à s'assurer de la compatibilité de groupe ABO :
  - l'accident ABO, souvent grave, ne devrait plus se voir, car parfaitement évitable, et toujours dû à une erreur humaine,
  - hors ce cas, la transfusion est considérée comme sûre à 98 % (on a donc 2 % d'incidents, dont très peu débouchent sur un décès. Les plus fréquents de ces incidents sont une réaction « frisson-fièvre », réaction passagère et bénigne),
- incompatibilité leuco-plaquettaire, due à la présence d'anticorps anti HLA chez le donneur, qui peut entraîner une atteinte pulmonaire grave, potentiellement mortelle, le TRALI, acronyme anglais, « transfusion related acute lung injury », pour atteinte pulmonaire aigüe transfusionnelle, qui est la première cause d'accidents transfusionnels[10] ;
- purpura post transfusionnel, plusieurs jours après une transfusion de plaquettes homologues. Le malade détruit ses propres plaquettes.

Enfin, une simple inefficacité transfusionnelle peut être liée à un anticorps présent chez le receveur vis-à-vis d'un antigène présent sur les éléments figurés transfusés. Anticorps anti-érythrocytaire pour les globules rouges, anti HLA, anticorps ABO et anti HPA pour les plaquettes.

#### Le choc transfusionnel
Si l'on transfuse une personne avec un produit incompatible notamment vis-à-vis du système ABO, il se produit une série de réactions immunitaires pouvant provoquer le décès du patient : les anticorps du receveur réagissent en effet aux antigènes du donneur et cela entraîne d'une part une hémolyse intravasculaire aiguë des érythrocytes transfusés qui se manifeste par la présence d'hémoglobine dans le plasma (hémoglobinémie) et les urines (hémoglobinurie) et d'autre part, une coagulation intravasculaire disséminée (CIVD) source à la fois de thrombus et de risque hémorragique. La conséquence du choc transfusionnel non pris en charge est un collapsus irréversible.
Si la personne est consciente, elle ressentira parfois une vive douleur aux lombaires ; au cours d'une opération chirurgicale, on constatera une hémorragie en nappe. Dans quelques cas, on aura une absence de réaction par immunodéficience, mais aussi quelques cas inexpliqués d'absence de réaction. Si l'on s'en aperçoit à temps, le patient doit être traité par hémodialyse.
En France, un accident ABO (une cinquantaine de cas par an) se traduit par un taux de décès de 10 à 20 %.
En cas de transfusion en aveugle, ce qui se faisait avant la découverte du groupe sanguin, on peut estimer que l'on a environ 64 % de chances que le don soit compatible. Si la transfusion est réservée aux cas grave, on peut donc estimer, en transfusant une unité en aveugle, que l'on sauve deux patients sur trois. Avec deux unités, cette proportion descend à quatre sur dix.

### Risques infectieux
- risque bactérien, dû à la contamination bactérienne du produit transfusé. Ce type d'accident est rare, mais très grave. Ce risque transfusionnel a profondément changé les habitudes de prescriptions ces dernières années, entraînant une limitation des indications et la recherche de solutions alternatives (travaux sur divers transporteurs d'oxygène très mal nommés « sang artificiel », érythrocytes de culture…). Le risque le plus important, le moins maîtrisé, et pouvant aboutir à des accidents mortels (première cause d'accident post-transfusionnel mortel, avant même l'accident ABO), est essentiellement bactérien, la contamination lors du prélèvement pouvant aboutir chez le receveur à des septicémies ou des chocs toxi-infectieux, surtout pour les concentrés de plaquettes qui se conservent à température ambiante (22 °C) favorisant le développement des bactéries. On minimise ce risque en adoptant des procédures d'asepsie rigoureuses au moment du prélèvement, en refusant tout donneur fébrile. Les poches de prélèvement actuelles limitent ce risque en détournant pour analyses les 30 à 40 premiers ml de sang prélevés susceptibles de contenir un germe d'origine cutanée, et permettraient un dépistage systématique au laboratoire sans « ouvrir » le container (ouverture en soi, source de contamination), mais ce n'est pas encore une obligation légale. En outre, il ne faut pas perdre de vue que les examens bactériologiques demandent beaucoup de temps, chose parfois difficilement compatible avec des produits à durée de vie très limitée, comme les plaquettes (5 jours).

- Bien mieux maîtrisé aujourd'hui, peut-être à cause de la médiatisation à outrance qui l'a mis en avant dans les années 1990, est le risque viral (hépatites virales, CMV, HIV…), qui n'entraîne qu'exceptionnellement aujourd'hui des contaminations. Cela explique sans doute le reflux depuis quelques années de la demande de protocoles de transfusion autologue différée (TAD) (baisse régulière des prescriptions de TAD qui ne représentent plus, en 2006, que 8 prélèvements pour 1000 prélèvements homologues contre 6 pour 100 en 1996[11]). On minimise ce risque en tentant de détecter par l'interrogatoire les possibles porteurs de virus, de rejeter les « donneurs ayant une conduite à risque ». Les examens de laboratoires sur le sang prélevé aux donneurs acceptés, notamment le dépistage génomique viral, permettent de réduire encore davantage ce risque qui actuellement tend vers zéro, tout en conservant un fort retentissement médiatique.
  - En ce qui concerne les transfusions effectuées avant 1993, année d'utilisation généralisée des tests de troisième génération de dépistage de l'hépatite C, il est très fortement recommandé aux receveurs de PSL (produits sanguins labiles - globules rouges, plasmas frais congelés, plaquettes) de se faire contrôler, les symptômes cliniques de certaines hépatites n'apparaissant souvent qu'après des années, et la guérison pouvant maintenant être obtenue dans près de 60 % des cas avant leur apparition. De même doivent être contrôlés les receveurs de certains produits de fractionnement (PPSB, Facteur VIII…) perfusés avant atténuation virale des produits par procédé S.D. (solvant-détergent), procédé généralisé fin 1987. Les divers traitements subis par certains autres produits de fractionnement, tels l'albumine et les immunoglobulines, ont, depuis toujours, évité toute possibilité de contamination virale.

- Trois cas de transmission de la maladie de Creutzfeldt-Jacob par le biais de transfusions sanguines ont été décrits en 2006[12]. Ces maladies à prions posent d'autres problèmes non résolus directement (pas de possibilité technique de dépistage). Seule une éviction ciblée (antécédents familiaux, « chrono-géographie ») permet de minimiser le risque.

On minimise ces risques en trois étapes dites de Sécurité transfusionnelle :
- Sélection des donneurs. Avant le don, le donneur a un entretien avec un médecin qui l’avertit des risques qu’il fait courir au receveur de son sang si celui-ci est contaminé. Ce médecin donne aussi des conseils et évalue le risque de maladie chez le donneur (elle peut être dans une phase où elle ne peut être détectée). Il peut refuser le don (10 à 25 % des cas), conseiller au donneur de faire des analyses de son sang en laboratoire ou d’attendre quelques mois la fin d’un traitement.
- Analyse du sang recueilli. Certains virus ou leurs marqueurs sérologiques comme ceux du SIDA et des hépatites B et C sont systématiquement recherchés, et certaines sérologies parasitaires (paludisme, maladie de Chagas) peuvent l'être en fonction du passé géographique du donneur.
- Traitement du sang recueilli.
  - Les plasmas d'aphérèse transfusés étaient, jusqu'en septembre 2008, soit traités industriellement par solvant détergent (plasmas viro atténués S.D.) soit soumis à une quarantaine dans l'attente d'un contrôle sérologique du donneur (plasmas sécurisés). Les plasmas sécurisés abandonnés depuis cette date seront à nouveau mis à disposition en 2012 à la suite de l'arrêt au 1er mars 2012 du plasma B.M. (traité au Bleu de Méthylène) pour cause de réactions allergiques. À côté du plasma S.D, deux types de plasmas ont été transfusés. Il s'agit de plasmas viro et bactério-atténués par traitement soit au bleu de méthylène, technique abandonnée en France à dater du 1er mars 2012, soit par amotosalen de la famille des psoralènes. La comparaison des avantages ou inconvénients respectifs de ces trois types de plasmas n'est pas évidente, tous pouvant provoquer une réaction inappropriée chez un receveur particulier.
  - Concernant les plaquettes, grandes pourvoyeuses d'accidents bactériens par rapport aux CGR (qui eux sont conservés à 4 °C), leur traitement est possible par l'amotosalen (Intercept) appliqué à titre expérimental depuis 2006 à la Réunion (pour cause de chikungunya) et à l'EFS Alsace, et depuis 2007 dans l'ensemble des DOM. D'autres procédés sont en cours de développement - Mirasol et UV-C.
  - Ces divers procédés ne conviennent pas pour les concentrés érythrocytaires, qui, conservés à 4 °C, présentent toutefois un risque bactérien bien moindre.

Les plasmas issus des dons de sang total sont adressés au LFB pour la fabrication de médicaments dérivés du sang. Cette fabrication comporte de très nombreuses étapes d'inactivation bactérienne, parasitaire et virale. Traitements à l'alcool, à la pepsine, chromatographies, ultrafiltration, pasteurisation sont mis en œuvre selon le médicament produit.
La traçabilité des produits sanguins transfusés reste essentielle afin de pouvoir remonter jusqu'au donneur en cas de problème.

### Autres risques
- surcharge transfusionnelle, qui peut entraîner un OAP (œdème aigu du poumon), par excès de volume en circulation.
- hémochromatose, par surcharge en fer, après des centaines de transfusions.
- problèmes métaboliques, tels qu'une hypocalcémie due à la surcharge en citrate (anticoagulant utilisé lors du prélèvement du donneur), ou une hyperphosphatémie en cas d'utilisation massive de plasma viro-atténués S.D. (P.V.A.-S.D.) ;
- peut-être un risque accru d'accident vasculaire, à la suite de la perte en oxyde nitrique du sang stocké[13],[14],[15],[16].

## Substituts sanguins
Ils sont en cours de développement pour pallier le manque de donneurs et les risques transfusionnels.

## Risques pour les donneurs
- Une consultation chez le médecin traitant est recommandé avant un don éventuel.
- Il existe des risques pour le donneur notamment lorsque celui-ci offre régulièrement son sang, ceci pouvant conduire à de l'anémie (au détriment d'ailleurs du receveur). Pour éviter cette situation, un donneur doit marquer des temps de repos afin de reconstituer ses propres stocks.